# Пегг, Николас
Николас Пегг (англ. Nicholas Pegg) — британский актёр, писатель и режиссёр. Получив степень магистра искусств по английской литературе в Эксетерском университете, впоследствии Пегг окончил Гилфордскую школу актёрского мастерства.

## Актёрская карьера
Пегг известен как театральный актёр, участвуя в постановках для Ноттингемского театра, Шотландской оперы, Бирмингемского репертуарного театра и Королевского театра в Плимуте. Помимо этого он снялся в фильмах «Жители Ист-Энда» и «Док Мартин», а также появлялся во многих эпизодах «Доктора Кто» в роли оператора далеков. Он также вернулся к этой роли в сериале «Синий Питер» и во многих выпусках документального сериала «Доктор Кто: Конфиденциально». В ноябре 2013 года Пегг появился в камео в фильме посвящённом 50-летию франшизы — «(Почти) Пять Докторов: Перезагрузка».
Также Пегг написал, срежиссировал и озвучил несколько аудиоспектаклей по вселенной «Доктора Кто», созданных компанией Big Finish Productions. Помимо этого сыграв несколько ролей в других проектах этой телекомпании: герцога Олбани в «Короле Лире» (2017), судебных машин в «Торчвуде» (2018) и капитана Смоллетта в «Острове сокровищ» (2013). Кроме того Пегг известен ролью Жерве из Уорингема в сериале «Алый город» 2017—2018 годов и Роберта Винтура в комедийном фильме «Плоттеры» (2012). Пегг записал несколько аудиокниг, в частности сборник стихов Эндрю Марвелла, а также рассказы «Кончик языка» (из вселенной «Доктора Кто») Патрика Несса и «Спор» Алекса Скарроу.
19 января 2014 года Пегг написал и выступил с «Прогнозом судоходства UKIP», сатирический ответ на заявления различных высокопоставленных членов Партии независимости Соединённого Королевства. Скетч стал вирусным, получив 250 000 просмотров за 4 дня.

## Писательская и музыкальная карьеры

### Дэвид Боуи
Как писатель, Николас Пегг считается признанным авторитетом в области биографии Дэвида Боуи. Он является автором книги «The Complete David Bowie» (ISBN 978-1-78565-365-0), опубликованной издательством Titan Books и названной давним соратником музыканта Тони Висконти «лучшим справочником о Боуи, который только можно пожелать». Пегг выступал в качестве консультанта и участника многочисленных проектов посвящённых музыканту, в том числе телевизионных документальных фильмов BBC «Дэвид Боуи: пять лет» (2013) и «Дэвид Боуи: последние пять лет» (2017), выставки в Музее Виктории и Альберта «David Bowie Is», документального фильма BBC Radio 2 «Exploring „Life On Mars?“» (2017), а также проекта по выпуску памятных марок Королевской почтой (Royal Mail) посвящённых артисту. В мае 2016 года Пегг присоединилась к Марку Алмонду на сцене лондонского отеля Ace, чтобы вместе с Линдси Кемпом отдать дань уважения Боуи, а в январе 2017 года объединился с Гэри Кемпом из Spandau Ballet, чтобы снять короткометражный фильм для онлайн-портала газеты The Guardian, посвящённый первой годовщине смерти Боуи.
Также в 2017 году Пегг выступал с лекциями о Боуи на таких мероприятиях, как Литературный фестиваль в Пензансе и празднование 70-летия артиста в Музее Виктории и Альберта. В 2018 году он поучаствовал в записи подкастов о Боуи из серии «От альбома к альбому». Он также появился в качестве эксперта в области творчества музыканта в документальном сериале «7 поколений рок-н-ролла» (2007) и вёл специальные радиопередачи, посвящённые артисту, для вещательных компаний Австралии и Великобритании.
В 2018 году писатель Филип Рив заявил, что книга Николаса Пегга «The Complete David Bowie» стала «предметом вдохновения» для создания трилогии романов «Railhead».

### Decades
Николас Пегг является соавтором концептуального альбома Decades (2017), созданного в сотрудничестве с сонграйтером Дэвидом Палфриманом, в записи которого приняли участие известные актёры, певцы и музыканты, в том числе Дэвид Уорнер, Ричард Койл, Жаклин Пирс, Ян Рэйвенс, Саймон Гринолл, Эдвард Холтом, Сара Джейн Моррис, Кэссиди Дженсон, Митч Бенн, Джессика Ли Морган, Иэн Шоу, Гэри Барнакл, Грег Харт, Терри Эдвардс и Мартин Баркер. В апреле 2018 года, вместе с Палфриманом, он поучаствовал в телешоу The Vintage TV Sessions, где ансамбль музыкантов исполнил материал из их пластинки. На другом шоу Vintage TV, My Vintage, Пегг рассказал о своих любимых музыкальных клипах и продемонстрировал свежие видео на синглы «We All Fall Down» и «Hurting, Sinking» снятые в поддержку Decades.

### Драматургия
Пегг является автором пьес, в том числе многочисленных пантомим для ряда британских театров, включая Театр Харрогейт, Театр Королевы в Хорнчерче, Театр Макроберта в Стирлинге и Королевский театр в Ноттингеме. Помимо этого он адаптировал текст для аудиопьесы «Король Лир» с Дэвидом Уорнером в главной роли, выпущенной компанией Big Finish Productions в 2017 году,

## Прочая деятельность
Пегг публиковался в таких изданиях, как Mojo, Q, Pride LIfe и Doctor Who Magazine. Помимо этого он выступил автором рассказов «Глубокие воды» и «Придержи лошадей» для сборников «Доктор Кто» 2008 и 2009 годов, а также внёс вклад в «Ежегодник Доктора Кто» и «Блестящую книгу Доктора Кто». Он также написал множество сопроводительных текстов для ряда DVD-релизов телесериала «Доктор Кто», изданных BBC. Пегг сочинил сценарий для документального фильма «Чеки, ложь и видеозапись», посвящённому периоду расцвета пиратского видео, который появился на DVD-релизе «Месть киберлюдей». Он также выступил автором сценария документальных фильмов «Когда миры сталкиваются», о политике и идеологии в «Докторе Кто», который появился на DVD-релизе «Патруль счастья», и «Вопрос времени» — о сериале «Докторе Кто» выпущенным по руководством Грэма Уильямса, который преподносился как главный эксклюзив бокс-сета серии «Ключ времени». Пегг работал редактором сценариев в нескольких других документальных фильмах, выступал в качестве модератора аудиокомментариев к эпизодам «Мутанты» и «Воскрешение далеков» на DVD (специальные издание) и написал «информационные текстовые» субтитры для многих выпусков прочих DVD этой франшизы.
В октябре 2017 года Пегг под своим постоянным псевдонимом Наблюдатель (The Watcher) зашифровал грубый комментарий в своей регулярной колонке «Wotcha» в журнале Doctor Who Magazine, где буквы каждого предложения составляли сообщение «Panini …» (издатели журнала «Доктор Кто») «… и BBC Worldwide — уёбки». Многие связывали инцидент с его последующим увольнением из журнала. Также высказывались мнения, что решение закрыть его колонку уже было принято, и именно из-за этого Пегг написал оскорбительное послание. В тот месяц колонка Пегга имела подзаголовок «Колонка, которую, знаете ли, нельзя перепоручить какому-нибудь балбесу» (якобы отсылка к строке диалога персонажа Браунроуза из рассказа 1971 года «Террор автонов», мимоходом упомянутого в статье).

### Режиссура
Помимо нескольких аудиоспектаклей «Доктор Кто» для сериала компании Big Finish Productions, Пегг также выступил в качестве режиссёра театральных постановок «Гамлета», «Двенадцатой ночи», «Питера Пэна», «Весёлых денег», «Я думал, что слышу шорох» и «Чей-то дневник».

## Личная жизнь
Постоянным партнёром Пегга является актёр Барнаби Эдвардс. Присутствуя на мероприятии Pride Cymru 2017 года Who's Queer Now, симпозиуме, посвящённом влиянию «Доктора Кто» на сообщество ЛГБТ, пара сообщила, что отмечает 25-летие совместной жизни.

## Участие в проектах «Доктор Кто»
Начиная с 2005 года Пегг снялся во многих эпизодах телесериала «Доктора Кто», в роли оператора далеков:

| - «Злой волк» - «Пути расходятся» - «Армия призраков» - «Судный день» - «Далеки на Манхэттене» - «Эволюция далеков» - «Украденная Земля» - «Конец путешествия» | - «Победа далеков» - «Изолятор далеков» - «День Доктора» - «(Почти) Пять Докторов: Перезагрузка» (в роли далека и в камео) - «Время Доктора» - «Ученик волшебника» - «Фамильяр ведьмы» - «Революция далеков» |  |

Пегг также написал, снял или поставил несколько аудиоспектаклей по вселенной «Доктора Кто», производства компании Big Finish Productions:

| - «Сирены времени» — актёр - «Заговор Марии» — актёр - «Призрак Ланьон Мур» — актёр, сценарист, режиссёр - «Святой террор» — режиссёр - «Штормовое предупреждение» — актёр | - «Лу-Гару» — актёр, режиссёр - «Один Доктор» — актёр - «Bang-Bang-a-Boom!» — режиссёр - «Доктор Кто и пираты» — актёр - «Шада» — актёр, режиссёр - «Робофобия» — актёр |  |

Помимо этого Пегг принимал участие в следующих DVD-релизах «Доктора Кто»:

| - «Господство террора» — сценарист, субтитры «информационный текст» - «Кротоны» — редактор сценария, документальный фильм «Second Time Around» - «Демоны» — редактор сценария, документальный фильм «Вспоминая Барри Леттса» - «Мутанты» — модератор аудиокомментариев - «Планета пауков» — сценарист, «информационный текст» субтитров / редактор сценария, документальный фильм «The Final Curtain» - «Месть киберлюдей» — сценарист, документальный фильм / сценарист «Cheques, Lies and Videotape», субтитры «информационный текст» - «Террор зайгонов» — интервьюер, документальный фильм Scotch Mist in Sussex - «Вторжение андроидов» — сценарист, «информационный текст» субтитров / редактор сценария, документальный фильм «The Village that Came to Life» - «Подземный мир» — редактор сценария, документальный фильм «Into the Unknown» | - «Операция Рибос» — сценарист, документальный фильм «A Matter of Time» - «Фактор Армагеддона» — интервьюер, документальный фильм «Defining Shadows» - «Чудовище из ямы» — сценарист, «информационный текст» субтитров - «Кошмар Эдема» — сценарист, «информационный текст» субтитров - «Шада» — сценарист, «информационный текст» субтитров - «Состояние упадка» — сценарист, субтитры «информационный текст» субтитров - «Кара» (Special Edition) — сценарист, «информационный текст» субтитров - «Воскрешение далеков» (Special Edition) — редактор сценария, документальный фильм «Come in Number Five» / модератор аудиокомментариев - «Патруль счастья» — сценарист документального фильма «When Worlds Collide» |  |